# 궈궁좡역
궈궁좡역(중국어: 郭公庄站)은 중국 베이징시 펑타이구 칸단 가도·화샹 가도 접경의, 중하이9호원사구(中海九号苑社区) 동쪽 계획로와 류촨 남로(六圈南路) 교차로에 위치한 9호선과 팡산선의 지하철 환승역이다. 궈궁좡역은 9호선 남단 종착역이기도 하다. 남북 방향 지하역인 이 역은 승객들이 같은 방향의 같은 승강장으로 쉽게 환승할 수 있도록 쌍섬식 승강장으로 설계되었다. 궈궁좡역은 2010년 12월 30일 개통된 팡산선과 함께 운행되지 않았다가 2011년 12월 31일 9호선이 개통되면서 개장하였다. 베이투청역, 싼위안차오역에 이어 세 번째로 개통된 베이징 지하철 환승역 중 하나이다.

## 역 구조

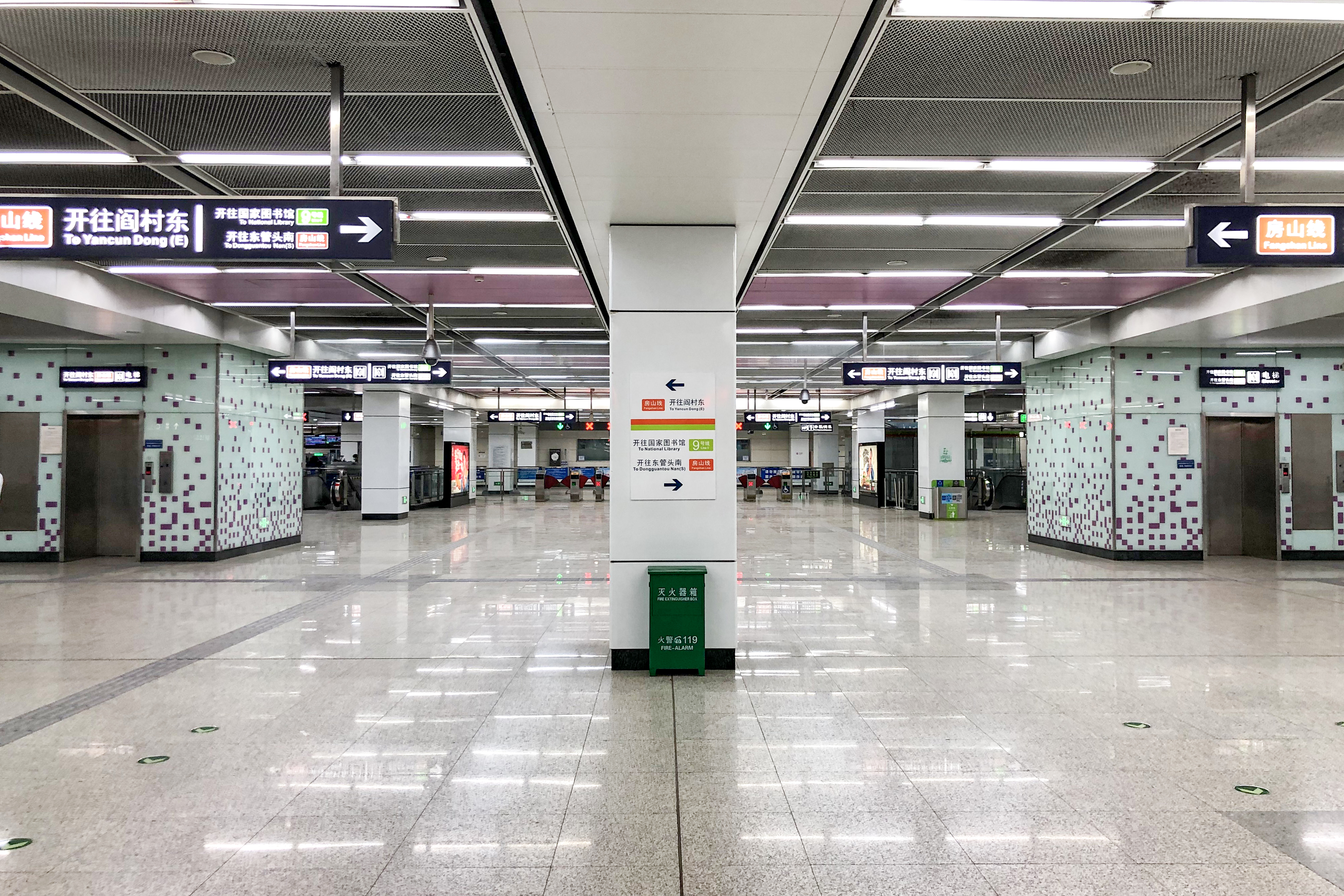
대합실

| 지면            | 가도                                                            | A-D출구                                 |
| 지하 1층        | 대합실                                                          | 고객 센터, 자동매표기, 개집표기         |
| 지하 2층 승강장 | ←                                                               | ■ 팡산선 둥관터우난 방면 (바이펀야오)   |
| 지하 2층 승강장 | 섬식 승강장, 팡산선은 왼쪽 출입문, 9호선은 오른쪽 출입문이 열림 |                                         |
| 지하 2층 승강장 | ←                                                               | ■ 9호선 국가도서관 방면 (펑타이 과기원) |
| 지하 2층 승강장 | →                                                               | ■ 9호선 하차 전용 승강장                |
| 지하 2층 승강장 | 섬식 승강장, 팡산선은 왼쪽 출입문, 9호선은 오른쪽 출입문이 열림 |                                         |
| 지하 2층 승강장 | →                                                               | ■ 팡산선 옌춘 동 방면 (다바오타이)      |

## 출구
|                         |                     |  |  |
|                         |                     |  |  |
| 출구                    | 출구 인근           |  |  |
| 出口 · A                | 류촨 남로(六圈南路) |  |  |
| 出口 · B                | 류촨 남로(六圈南路) |  |  |
| 出口 · C                | 류촨 남로(六圈南路) |  |  |
| 出口 · D                | 류촨 남로(六圈南路) |  |  |
| 아이콘 설명: 엘리베이터 |                     |  |  |